# Antimigraineux

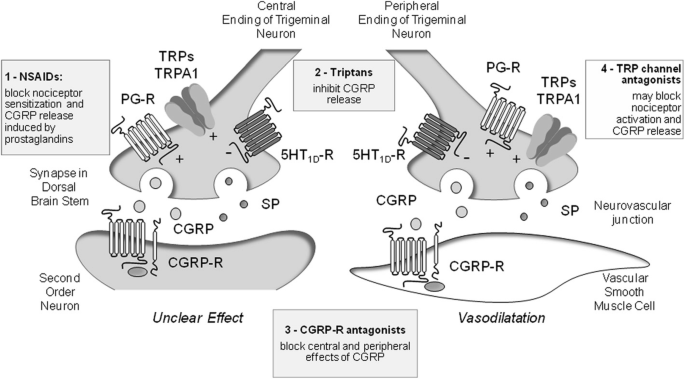
Mécanismes d'action des traitements antimigraineux.

Un antimigraineux est une substance active ayant pour effet de combattre la migraine. Leurs mécanismes d'actions sont divers, de nombreuses classes médicamenteuses ayant été développés. 

## Traitement de crise

### Anti-inflammatoires et antalgiques
Ils agissent en réduisant l'inflammation méningée, responsable en partie de la douleur associés à la migraine. Ils ne sont pas des traitements spécifiques de la migraine mais sont utilisés en première intention.
- Acide acétylsalicylique (Aspirine)
- Ibuprofène
- Kétoprofène

### Les dérivés de l'ergot de seigle
Les dérivés ergotés sont des agonistes des récepteurs alpha-adrénergiques et des récepteurs 5HT1B/D. Ils ne sont utilisés que pour les patients ne répondant pas aux autres traitements de crises, car ils ont de nombreux effets indésirables et interagissent avec de nombreux autres médicaments.
- Ergotamine
- Dihydroergotamine

### Les triptans
Les triptans sont des agonistes des récepteurs 5HT1B/D. Cela leur confère un effet vasoconstricteur sur les vaisseaux sanguins crâniens qui permet la diminution de l'intensité de la crise migraineuse. Ils sont apparus durant les années 1990 avec le sumatriptan (en 1992), qui est le chef de file de cette classe médicamenteuse.
- Sumatriptan
- Zolmitriptan
- Naratriptan
- Rizatriptan
- Almotriptan
- Elétriptan
- Frovatriptan

### Les ditans
Le Lasmiditan en est le seul représentant actuel et n'est pas encore commercialisé en France en 2025. Il s'agit d'activateur du récepteur 5-HT1F.

## Traitement de fond

### Les antagoniste de la calcitonine

#### Antagoniste du récepteur du peptide lié au gène de la calcitonine ("gépants")
- Ubrogepant
- Rimegepant
- Atogepant
- Zavegepant

#### Anticorps monoclonal anti récepteur CGRP
L'érénumab en est le seul représentant commercialisé en France en 2025.

#### Anticorps monoclonal anti ligand CGRP
- Eptinezumab
- Frémanezumab
- Galcanézumab[4]

### Sympatholytique
Seuls certains bêtabloquants sont aujourd'hui utilisés,.
Efficacité prouvée:
- Métoprolol
- Propranolol

Efficacité potentielle:
- Aténolol
- Nadolol
- Nebivolol
- Timolol

### Les autres antimigraineux de fond
- Pizotifène
- Amitriptyline
- Oxétorone
- Indoramine
- Flunarizine